# (100798) 1998 FG79
(100798) 1998 FG79 es un asteroide perteneciente al cinturón de asteroides descubierto el 24 de marzo de 1998 por el equipo del Lincoln Near-Earth Asteroid Research desde el Laboratorio Lincoln, Socorro, Nuevo México, Estados Unidos.

## Designación y nombre
Designado provisionalmente como 1998 FG79.

## Características orbitales
1998 FG79 está situado a una distancia media del Sol de 2,327 ua, pudiendo alejarse hasta 2,457 ua y acercarse hasta 2,197 ua. Su excentricidad es 0,055 y la inclinación orbital 4,817 grados. Emplea 1296,83 días en completar una órbita alrededor del Sol.

## Características físicas
La magnitud absoluta de 1998 FG79 es 16,2. 